# Eusarsiella cresseyi
Eusarsiella cresseyi är en kräftdjursart som beskrevs av Louis S. Kornicker 1986. Eusarsiella cresseyi ingår i släktet Eusarsiella och familjen Sarsiellidae. Inga underarter finns listade i Catalogue of Life.